# ریکیشی

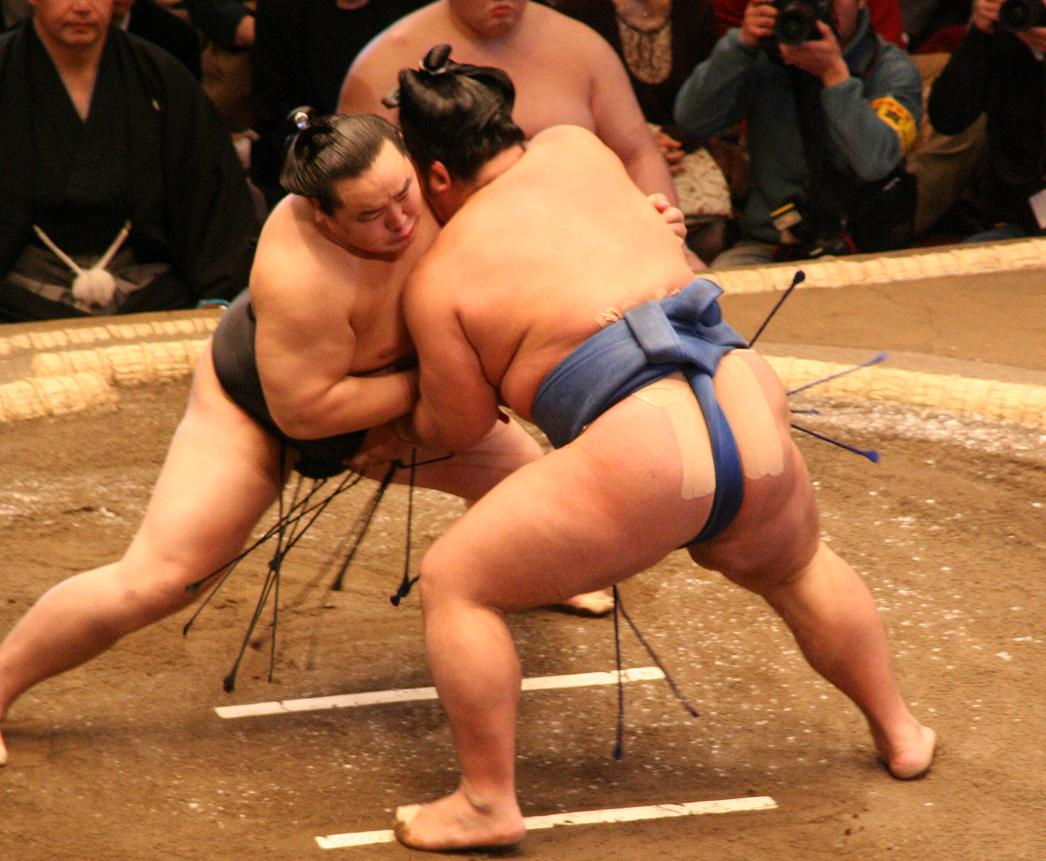
دو ورزشکار ریکیشی در میدان نبرد - ژانویه ۲۰۰۸

ریکیشی (به ژاپنی: 力士 Rikishi) یک واژه ژاپنی است که به ورزشکار حرفه‌ای رشته ورزشی سومو گفته می‌شود. این واژه از دو کانجی تشکیل شده است نخست 力 به معنی قدرتمند و دیگری 士 به معنای سامورایی.  